# Mururoa
Mururoa je atol koji se prostire na 300 kvadratnih kilometara u otočju Tuamotu u Francuskoj Polineziji. Nalazi se u južnim dijelu Tihoga oceana. Između 1966. i 1996. Francuska vojska na atolu je izvela 41 atmosferskih i 147 podzemnih pokušaja atomskih bombi.

## Vanjske poveznice
- Moruroa - Mémorial des essais nucléaires français  Arhivirana inačica izvorne stranice od 15. ožujka 2009. (Wayback Machine)
- Vidéo reportage 1 sur Moruroa
- Vidéo reportage 2 sur Moruroa
- Dossier Moruroa  Arhivirana inačica izvorne stranice od 9. svibnja 2006. (Wayback Machine)